# باسم الجسر
باسم محمّد الجِسر (1930) صحفي ومحامي وكاتب وسياسي لبناني. ولد في بيروت ونشأ بها. درس في معهد الحكمة، ثم في الكلية العلمانية الفرنسية حيث تخرج فيها مجازًا في الحقوق سنة 1952. عمل في الصحافة والمحاماة، واهتم بالأدب السياسي. رأس تحرير صحيفة «الجريدة» مدة عامين. عيّن عام 1959 مندوبًا للأونيسكو. وشغل عدة مناصب إعلامية. له العديد من الكتب في السياسة اللبنانية، وديوان شعر.

## سيرته
ولد ولد في بيروت سنة 1930 م/ 1348 هـ ونشأ بها. درس في معهد الحكمة، ثم في الكلية العلمانية الفرنسية حيث تخرج فيها مجازًا في الحقوق سنة 1952. ثم حصل على دكتوراه دولة في الحقوق من جامعة باريس-2 بفرنسا.

عمل محاميًا ودخل الصحافة، واهتم بالأدب. رأس تحرير صحيفة «الجريدة» مدة عامين. عيّن عام 1959 مندوبًا للأونيسكو كعضو وفد لبنان الدائم حتى 1984. هو عضو نقابة المحامين في بيروت منذ 1954، وعيّن مديرًا للوكالة الوطنية للإعلام من 1962 حتى 1964، ومدير معهد العالم العربي من 1984 حتى 1990.

بدأ مهنته السياسية كعضو مؤسس وأمين عام للحزب الديموقراطي اللبناني من 1969 حتى 1976. ثم نائب رئيس حركة التجدد الديمقراطي من 2001 حتى 2005، وأخيرًا عضو اللجنة التنفيذية للحركة من 2001 حتى 2010. وهو من مؤسسي «مؤسسة فؤاد شهاب» في 1998.

## مؤلفاته
من رواياته:
- «عودة الميت»، 1949

من كتبه:
- «نحو لبنان جديد»، سلسلة محاضرات، 1959
- «لبنان والتحدي الإسرائيلي»، 1965
- «الميثاق الوطني اللبناني، ولماذا سقط؟»، 1978
- «النزاعات اللبنانية»، 1985
- «فؤاد شهاب: ذلك المجهول»، 1988
- «فؤاد شهاب»، 1998
- «فؤاد شهاب رئيس الجمهورية اللبنانية:1958 إلى 1964»، 1999
- «ميثاق 1943» ،
- «رئاسة وسياسة ولبنان الجديد»،

وله أيضًا:
- «باقة وجد»، مجموعة شعرية، 2000

## وصلات خارجية
- في موقع الأرشيف المجلات